# Антоній Дем'янко
Антоній Дем'янко (біл. Антоній Дзям'янка; нар. 1 січня 1960, с. Заброддя) — білоруський римо-католицький єпископ; з 3 травня 2012 року єпископ Пінської дієцезії.

## Життєпис
Народився в с. Заброддя парафії Деревна на Західному Поліссі. Після закінчення середньої школи не отримав дозволу від державних органів на вступ до Ризької духовної семінарії. Священницька формація проводилася під керівництвом доктора богослов'я, о. прелата Вацлава П'янтковського, тодішнього генерального вікарія Пінської дієцезії.
Таїнство священства прийняв 28 жовтня 1980 року. До 26 квітня 1985 року не мав офіційного дозволу державних органів на священничу службу і працював захристіянином і органістом. У 1982—1984 роках відбував військову службу в Заполяр'ї і Мурманській області. З 1984 по 1998 рік був парохом у Новогрудку. З 1992 року навчався в Інституті сім'ї Католицької богословської академії у Варшаві, який закінчив у 1996 році за спеціальністю магістр теології.

## Єпископ
4 липня 1998 року Папа Іван Павло II призначив Антонія Дем'янка титулярним єпископом Лезві та єпископом-помічником Гродненської дієцезії. 29 вересня того ж року отримав єпископські свячення. 14 грудня 2004 року Папа Іван Павло ІІ звільнив Антонія Дем'янка від обов'язків єпископа-помічника Гродненської дієцезії та призначив його єпископом-помічником Мінсько-Могильовської архідієцезії. 14 червня 2006 року, після того, як кардинал Казімеж Свйонтек попросив про звільнення від уряду архієпископа, єпископ Дем'янко був призначений апостольським адміністратором sede vacante i ad nutum Sanctae Sedis Мінсько-Могильовської архідієцезії. Призначений генеральним вікарієм архідієцезії після інавгурації архієпископа Мінсько-Могильовського Тадеуша Кондрусевича.
3 травня 2012 року у Пінську було проголошене рішення Папи Бенедикта XVI про призначення Антонія Дем'янка єпископом Пінської дієцезії та звільнення його від обов'язків єпископа-помічника Мінсько-Могильовської архідієцезії.